# Envoi postal avec valeur déclarée en France
L'article D53 du code des postes et des communications électroniques dispose que « Les envois avec valeur déclarée sont destinés au transport des valeurs énumérées à l' article D. 55 ainsi qu'aux documents visés à l'article D. 56. Ces envois sont remis contre reçu et sont garantis contre les risques de perte, de détérioration et de spoliation, dans les conditions fixées par l'article L. 10. »